# The Quest – Die Serie
The Quest – Die Serie, auch unter dem Originaltitel The Librarians bekannt, ist eine US-amerikanische Abenteuer-Fernsehserie, die ab Dezember 2014 auf TNT ausgestrahlt wurde und auf der gleichnamigen Filmreihe (The Quest – Jagd nach dem Speer des Schicksals, The Quest – Das Geheimnis der Königskammer, The Quest – Der Fluch des Judaskelch) basiert. Die erste Staffel wurde in den Vereinigten Staaten zwischen dem 7. Dezember 2014 und dem 18. Januar 2015 auf TNT ausgestrahlt. In Deutschland war sie seit dem 1. Mai 2015 bzw. die zweite Staffel seit dem 8. April 2016 jeweils in Doppelfolgen auf RTL II zu sehen.
Im Dezember 2015 wurde die Serie für eine zehnteilige dritte Staffel verlängert. Am 24. Januar 2017 wurde eine Verlängerung um eine vierte Staffel bekannt gegeben. Im März 2018 wurde die Serie nach vier Staffeln eingestellt.
Im Mai 2023 gab der US-Sender The CW bekannt, unter dem Titel The Librarians – The Next Chapter ein Spin-off der Originalserie zu produzieren, welche 2024 ausgestrahlt werden sollte. Texter und ausführender Produzent sollte, wie bei der Originalserie, wieder Dean Devlin sein.
Im August 2024 wurde die Ausstrahlung der Serie, welche Ende Oktober starten sollte, vom Sender abgesagt.
Wenige Tage später folgte dann die Meldung, dass die Serie von The CW zu TNT wechsele und um eine zweite Staffel erweitert werde. Die Ausstrahlung soll 2025 erfolgen.

## Handlung
Die Anti-Terror-Agentin Eve Baird, der universal gebildete Jacob „Jake“ Stone, Synästhetikerin Cassandra Cillian sowie Technologiemeister und Dieb Ezekiel Jones sollen unter der Führung des Bibliothekars Flynn Carsen die Schätze der Menschheitsgeschichte hüten. Unterstützung erhalten sie dabei von Jenkins, der sie mit allerlei Wissen und Nützlichem ausstattet. Dabei müssen sie während ihrer Abenteuer Geheimnisse entschlüsseln, magische Artefakte sicherstellen und Verschwörungen auf den Grund gehen.

## Besetzung
Die deutsche Synchronisation entstand unter der Dialogregie von Hans-Jürgen Dittberner durch die Synchronfirma Interopa Film GmbH in Berlin.
| Rollenname        | Schauspieler/in  | Hauptrolle | Synchronsprecher/in                                  |
| ----------------- | ---------------- | ---------- | ---------------------------------------------------- |
| Eve Baird         | Rebecca Romijn   | 1.01–4.12  | Alexandra Wilcke                                     |
| Jacob Stone       | Christian Kane   | 1.01–4.12  | Karlo Hackenberger                                   |
| Cassandra Cillian | Lindy Booth      | 1.01–4.12  | Manja Doering                                        |
| Ezekiel Jones     | John Kim         | 1.01–4.12  | Dirk Stollberg                                       |
| Jenkins / Galahad | John Larroquette | 1.02–4.12  | Frank-Otto Schenk (1.01–4.06), Bodo Wolf (4.07–4.12) |

| Rollenname               | Schauspieler/in       | Nebenrolle                 | Synchronsprecher/in      |
| ------------------------ | --------------------- | -------------------------- | ------------------------ |
| Flynn Carsen             | Noah Wyle             | 1.01–4.12                  | Oliver Feld              |
| Dulaque / Lancelot       | Matt Frewer           | 1.01–1.10                  | Bernd Vollbrecht         |
| Lamia                    | Lesley-Ann Brandt     | 1.01–1.10                  | Yvonne Greitzke          |
| Charlene                 | Jane Curtin           | 1.01, 3.02, 3.08–3.10      | Kerstin Sanders-Dornseif |
| Judson                   | Bob Newhart           | 1.01–1.02, 3.10            | Friedrich Georg Beckhaus |
| Prospero                 | Richard Cox           | 2.01–2.10                  |                          |
| Professor Moriarty       | David S. Lee          | 2.01–2.10                  | Marcus Off               |
| Nicole Noone             | Rachel Nichols        | 4.01–4.12                  |                          |
| General Cynthia Rockwell | Vanessa Lynn Williams | 3.01, 3.06–3.07, 3.09–3.10 | Arianne Borbach          |

| Rollenname      | Schauspieler/in      | Gastrolle | Synchronsprecher/in |
| --------------- | -------------------- | --------- | ------------------- |
| Karen Willis    | Tricia Helfer        | 1.03      | Elisabeth Günther   |
| Mr. MacGuire    | René Auberjonois     | 1.06      | Hasso Zorn          |
| Lucinda McCabe  | Alicia Witt          | 1.07      | Antje von der Ahe   |
| Santa           | Bruce Campbell       | 1.04      | Thomas Nero Wolff   |
| Amy Meyer       | Bex Taylor-Klaus     | 1.07      | Soraya Richter      |
| Mr. Drake       | Cary-Hiroyuki Tagawa | 1.05      | Helmut Gauß         |
| Lancelot du Lac | Jerry O’Connell      | 1.10      |                     |
| Isaac Stone     | Jeff Fahey           | 2.03      | Ronald Nitschke     |
| Sam Denning     | Michael Trucco       | 2.06      |                     |
| Sesselman       | John de Lancie       | 2.06      | Frank Röth          |
| Estrella        | Clara Lago           | 3.08      |                     |
| Monsignor Vega  | John Noble           | 4.01      |                     |
| Bennie Konopka  | Richard Kind         | 4.02      | Michael Pan         |